# História de Sacavém

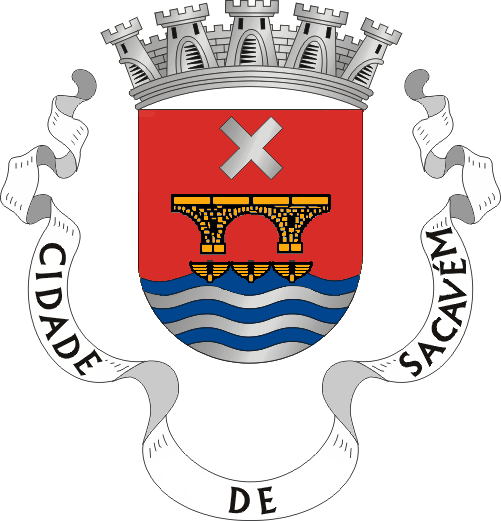
Brasão de armas de Sacavém: «Escudo de vermelho, ponte de três arcos, com os flancos incompletos, de ouro, lavrada de negro. Em chefe, cruz em aspa, de prata. Contra-chefe ondado de seis faixas de prata e azul, onde assentam três barcas de ouro vistas de proa. Coroa mural de prata de cinco torres. Listel branco, com a legenda a negro, em maiúsculas: "SACAVÉM".»
Um dos elementos centrais do brasão – a água – recorda o peso dos rios Tejo e Trancão na vida e na economia da cidade, enquanto o outro – a ponte romana – atesta a antiguidade da povoação, remontando pelo menos ao tempo dos Romanos, que aí ergueram essa construção que se manteve a ligar as duas margens do Trancão ao longo de mais de quinze séculos.

A história de Sacavém é a história de uma localidade que, pela sua posição estratégica – situada na encruzilhada dos caminhos que, vindos do Norte e do Este, se dirigiam a Lisboa – esteve presente em inúmeros momentos da História portuguesa.
Povoação antiquíssima, existiu no tempo dos Romanos uma ponte em Sacavém cujos vestígios ainda eram visíveis, pelo menos, no século XVI (segundo o relato de Francisco de Holanda). Do tempo da ocupação mourisca ficou, aparentemente e sem ser confirmado, o topónimo de origem arábica (شقبان, Šaqabān); imediatamente após a tomada de Lisboa pelos cristãos, em 1147, parece ter ocorrido aqui um combate (a Batalha de Sacavém), hoje comummente considerado lendário.
Durante a Idade Média, Sacavém constituiu um reguengo, do qual viriam a ser beneficiários o almirante Manuel Pessanha, a rainha D. Leonor Teles, e depois o Condestável Nuno Álvares Pereira. Por morte deste, passou a sua posse para a Casa de Bragança, à qual viria a pertencer até à queda da monarquia.
Severamente danificada durante o Terramoto de 1755, Sacavém entrou num lento marasmo que durou cerca de um século, até cerca de 1850 se iniciar a sua industrialização – donde ressalta a fundação da célebre Fábrica de Loiça de Sacavém, que espalhou o nome de Sacavém por Portugal e pelo Mundo, e a passagem do caminho-de-ferro pela povoação. Esta situação contribuiu para um aumento populacional sustentado, até meados da década de 1970, favorecendo ainda o desenvolvimento do associativismo (Cooperativa «A Sacavenense», Sport Grupo Sacavenense, entre outros).
No final da década de 1980, a freguesia ganha a sua actual configuração geográfica, com a separação da Portela de Sacavém e do Prior Velho. Em 4 de Junho de 1997, Sacavém vê enfim reconhecido todo o seu valor e potencial, tendo sido elevada a cidade. Meses mais tarde, era inaugurada a Ponte Vasco da Gama, ligando Sacavém a Montijo, e que se tornou uma obra de referência na paisagem urbana da povoação.

## APré-Históriae o domínio dosRomanoseBárbaros

### Neolítico/Calcolítico
Está atestada na região de Sacavém a presença humana desde há vários séculos. A este propósito dizia Pinho Leal no seu monumental Portugal Antigo e Moderno:
«Sacavém é incontestavelmente uma povoação antiquíssima, e já existia no tempo dos Romanos.»
Com efeito, parece ter sido ocupada já na Pré-História (períodos do Neolítico e, com maior probabilidade, do Calcolítico, do qual parecem datar três machados de pedra polida); há notícia da existência de uma gruta sob o Largo do Terreirinho, junto ao Santuário da Senhora da Saúde, a qual, ao ser escavada na década de 1980, revelou a existência de vestígios pré-históricos.

### Os Romanos

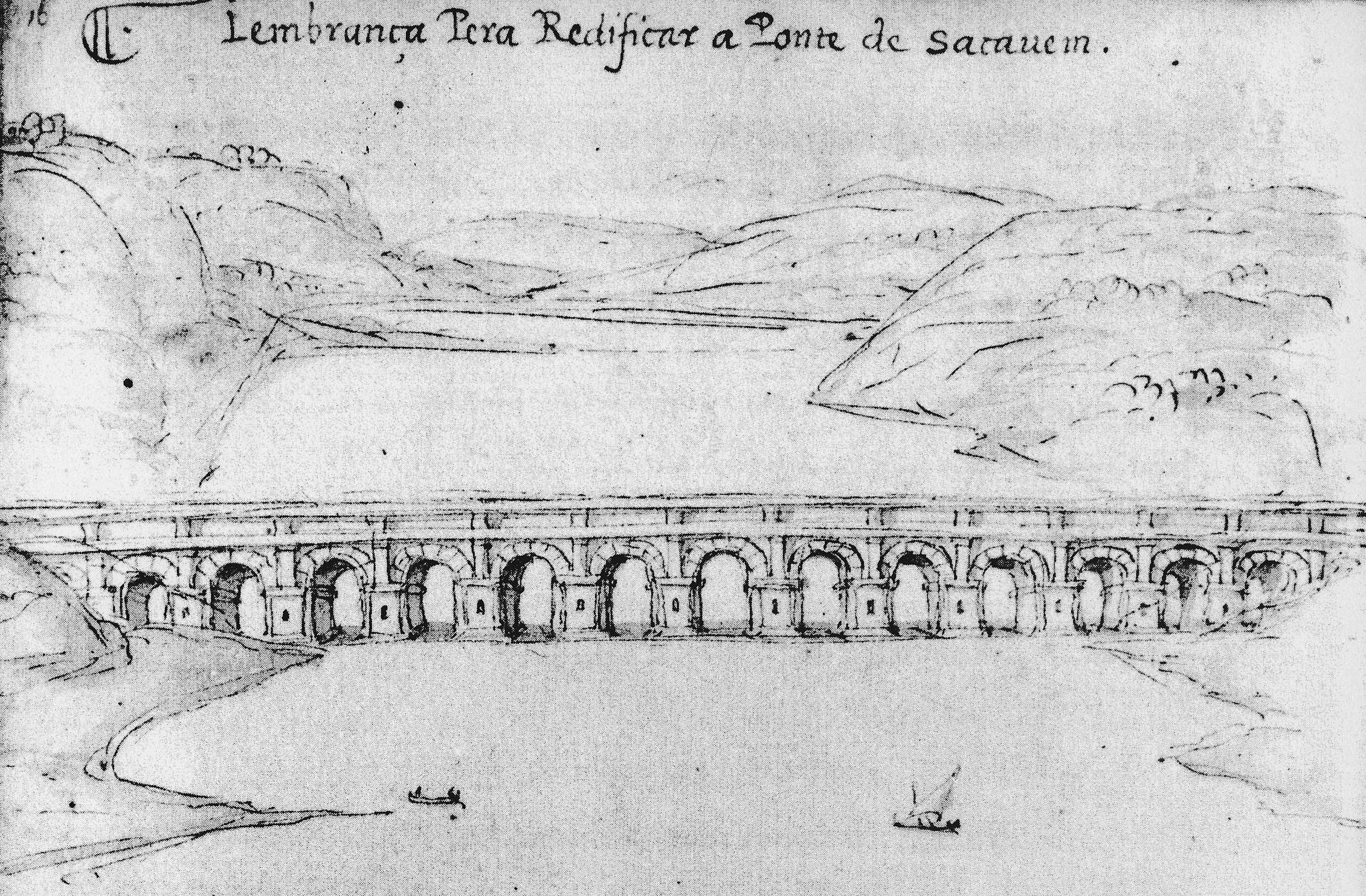
A Ponte Romana de Sacavém, desenhada por Francisco de Holanda no terceiro quartel do século XVI e incluída na sua Da Fábrica que Falece à Cidade de Lisboa, sob o título Lembrança Pera Redificar a Ponte de Sacauem, surge representada com um elevado número de arcos, denotando assim um rio muito mais caudaloso que hoje em dia.

Em finais do século III a.C., chegam à Península Ibérica os Romanos. Olisipo (antigo nome de Lisboa), alia-se às legiões romanas, sendo cedo absorvida no Império, e recompensada com a atribuição do estatuto de município (isto é, de cidadania plena, estando por isso isenta do pagamento das exacções a que outros territórios, conquistados pela força das armas, estavam sujeitos) e o nome de Felicidade Júlia (em honra de Júlio César).
Administrativamente, o município ulissibonense integrava-se no Convento Escalabitano, e este, por sua vez, fazia parte, primeiro da província da Hispânia Ulterior e, a partir de 29 a.C. (por divisão decretada por Augusto), da Lusitânia, com capital em Emerita Augusta (correspondente à moderna Mérida, na Estremadura espanhola).
Este município abrangia um extenso território rural, cobrindo uma distância aproximada de cinquenta quilómetros ao redor da área urbana (e destinado à sua autossuficiência), pelo que logicamente o local onde se implanta a moderna Sacavém se achava aí integrado.
Sobre Sacavém em concreto, porém, apenas podermos afirmar que no século I da nossa Era aí passava um troço comum a duas estradas romanas:
- a Via XV, que ligava Olisipo à capital provincial de Emerita Augusta, com passagem pela cidade de Escálabis, a moderna Santarém, então capital do Convento Escalabitano;
- a Via XVI, que ligava Olisipo a Bracara Augusta, capital do Convento Bracarense, na província da Galécia, correspondente à actual Braga.

Ainda hoje subsistem vestígios desta rede viária, sob o pavimento das ruas António Ricardo Rodrigues e José Luís de Morais (que mais tarde seriam o eixo fundamental à volta do qual se processou a urbanização da povoação, ligando Sacavém de Cima a Sacavém de Baixo).
Já neste tempo parece de relevo a importância de Sacavém e do seu rio; com efeito, os Romanos teriam construído uma ponte sobre o Trancão, da qual ainda existiriam vestígios dos pilares de assentamento no leito no século XVII, segundo diversos relatos – designadamente os de Francisco de Holanda (que a ela alude na sua obra Da Fábrica que Falece à Cidade de Lisboa, de 1571, na qual anota a necessidade de o rei – então D. Sebastião – proceder à reconstrução da ponte romana, e faz dela um esboço, onde surge representada com quinze arcos, denotando assim a existência de um rio muito mais caudaloso que actualmente) e de Miguel Leitão de Andrada (no «2.º Diálogo» da sua Miscelânea, datada de 1629). Esta ponte (que ainda hoje constitui o elemento central do brasão de armas de Sacavém) era a continuação natural da via que seguia pelas ruas anteriormente mencionadas, ligando Sacavém à margem Norte do seu rio.
Se se admitir que o célebre Itinerário de Antonino se baseia em trajectos levados a cabo por Antonino Pio, e atendendo ao facto de serem mencionadas na obra as vias em causa, é natural que o dito imperador tenha passado pela povoação e pela sua ponte sobre o Trancão…
Há ainda a notícia de em Sacavém ter existido (segundo o relato do Anónimo Napolitano, e incluído no volume II do Corpus Inscriptionum Latinarum – CIL –, relativo à Hispânia) uma inscrição epigráfica (cujo paradeiro é hoje desconhecido) que rezava o seguinte:
SILVIVS
MAG • I • TER
F • DAR • MAG
P • E • LIIII • P • V
Não se conseguiu, porém, até ao momento, aventar uma leitura plausível para este monumento; com excepção da primeira linha, que remete para um nome ou cognome inteligível (Sílvio), o conteúdo das três restantes linhas é objecto de grandes conjecturas. Emil Hübner, o redactor do CIL, propôs que as abreviaturas MAG, nas linhas 2 e 3, dissessem respeito a dois mestres (magistri), talvez responsáveis por um vico, uma pequena unidade administrativa a nível rural, o que pressuporia talvez a existência de um vico no local de Sacavém, junto à ponte, e que seria governado por estes dois mestres; esta tese colheu também a aprovação de Jorge de Alarcão. Vasco Gil Mantas, por seu turno, propõe que se tratassem dos mestres de um santuário que existiria talvez nas proximidades, o que também não seria inverossímil. Seja como for, tal parece testemunhar, sem sombra de dúvida, a presença romana no local.

### Alanos e visigodos
Aos Romanos sucederam-se as ocupações dos povos bárbaros, na sequência das suas migrações para Ocidente: primeiro dos Alanos (que ocuparam todo o Sudoeste peninsular durante cerca de meia década, sem porém deixarem quaisquer vestígios significativos na região), e depois dos visigodos (que teriam edificado aqui uma capela dedicada a Nossa Senhora dos Prazeres, sob a qual se encontram hoje as ruínas da capela de Nossa Senhora da Vitória).

## Domíniomuçulmano

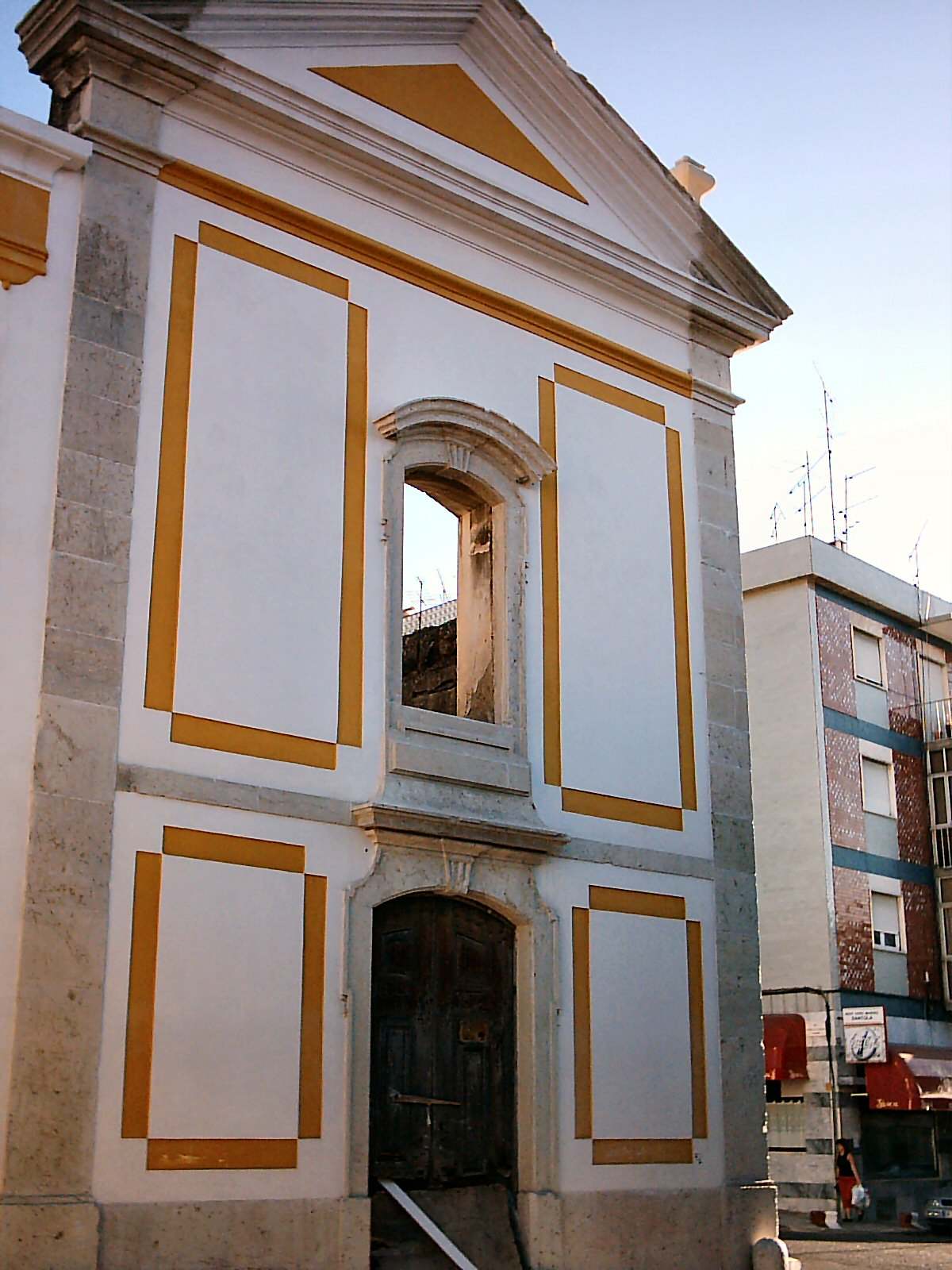
A actual capela de Nossa Senhora da Vitória ergue-se, segundo a tradição, onde se situou outrora a Igreja de Nossa Senhora dos Prazeres, existente na povoação durante o domínio muçulmano.

### Conquista e coabitação
A partir de 711, tem início o domínio muçulmano da Península Ibérica. Lisboa (Lixbuna) é tomada em 716 por forças bérberes sob o comando de Abdalazize ibne Muça (que à data exercia o cargo de governador do Alandalus em nome do califa de Damasco, sendo filho do governador da província da Ifríquia, Muça ibne Noçáir), e por essa época devem também ter caído não só as povoações que integravam o termo de Lisboa (entre os quais Sacavém), bem como os vários povoados das redondezas, como Xantara (isto é, Sintra).
Tal como nas demais regiões do Algarbe Alandalus (o «Ocidente do Alandalus», região que corresponde, grosso modo, à antiga Lusitânia romana e incluía, portanto, a maior parte do moderno Portugal), número significativo de hispano-romano-godos da região de Lixbuna, embora se tenham arabizado (tornando-se bilíngues em árabe – a nova língua da administração – e no baixo-latim medieval que mantinham como língua do culto), não se islamizaram (ou apenas o fizeram tardiamente), tendo remanescido cristãos; entre eles, estariam alguns habitantes do lugar de Sacavém que, de acordo com a tradição, puderam manter o seu culto na Igreja de Nossa Senhora dos Prazeres, mediante o pagamento de um tributo monetário (a jizia), tornando-se assim moçárabes, ou seja, cristãos vivendo debaixo do domínio muçulmano, tendo como suma autoridade o bispo moçárabe de Lisboa – algo possibilitado pela relativa tolerância religiosa do Islão para com os chamados «Povos do Livro» (Alal Quitabe), ou seja, judeus e cristãos.
Julga-se mesmo que a torre medieval em Sacavém de Cima, no Largo do Terreirinho, fronteira à Capela da Senhora da Saúde, no centro histórico da povoação, tenha provavelmente origem muçulmana, e seria aí que, de acordo com a tradição, os cristãos pagavam a jizia às autoridades mouriscas. Terá depois sofrido intervenções de restauro durante a Idade Média, achando-se hoje, contudo, bastante arruinada.

### Sacavém no Alandalus
De acordo com o relato de uma fonte muçulmana (o geógrafo sírio Iacute de Hama), Sacavém era «um dos povoados de Lisboa, a Oriente dela», sendo a povoação classificada como uma qarya (palavra donde deriva o termo alcaria, e que se pode traduzir, precisamente, como pequeno povoado, vila).
À semelhança de várias outras pequenas povoações ao redor de Lisboa, Sacavém foi integrada administrativamente na cora de Lixbuna (sendo a cora uma unidade administrativa muçulmana sensivelmente com a mesma delimitação geográfica dos velhos conventos romanos, embora com diferentes atribuições), à frente da qual se encontrava um alcaide, governador com funções militares designado, primeiro pelo uale sediado em Córdova, a capital do Alandalus, como representante do califa de Damasco e, mais tarde, pelos emires (756–929) e depois califas (929–1031) Omíadas que governaram o Alandalus a partir daquela cidade.
Ao longo do domínio emiral e califal, várias sedições contra os Omíadas tiveram como placo o Algarbe Alandalus (no qual se incluía, como exposto, Sacavém), designadamente a revolta promovida pelos Banu Maruane de Mérida/Badajoz ou a de Omar ibne Hafeçune, de Bobastro, apenas sufocadas em finais da década de 920 (de facto, durante a segunda metade do século IX e até a Janeiro de 929, data em que Abderramão III se proclama amiramolim (Príncipe dos Crentes), ou seja, Califa – precisamente após vencer os Banu Maruane –, correspondendo a um período de maior fraqueza do poder central, o Garbe só nominalmente fazia parte do emirado omíada, tendo-se convertido numa espécie de principado autónomo com sede em Badalhouce, isto é, Badajoz).
Mais tarde, durante as últimas agitações (fitna) que levaram à queda do califado em 1031, e subsequente formação dos reinos de taifas, Sacavém ficou integrada no reino de Badajoz (excepto durante um escasso lapso temporal, na década de 1020, em que existiu uma taifa com sede em Lisboa chefiada por Abdalazize ibne Sabur e Abedal Maleque ibne Sabur, filhos de Sabur Alçaclabi, um antigo servo, de origem eslava, que servira o califa Aláqueme II e que lançara o grito de revolta do Garbe Alandalus (Ġarb al-Andalus) contra o califado em 1009, tendo governado a taifa de Badajoz até ter sido deposto pelos aftácidas), após o que regressou à suserania do rei aftácida de Badajoz.
Em 1093, a troco de auxílio contra os invasores almorávidas vindos do Magrebe, o emir de Badajoz cede ao imperador de toda a Hispânia (imperator totius Hispaniæ), Afonso VI de Leão e Castela, a posse dos castelos de Lixbuna e aš-Šantaryin (Santarém), tendo nessa altura Sacavém passado para mãos cristãs. Por pouco tempo, porém, durou o domínio leonês: em 1095, ante o inexorável avanço dos almorávidas liderados por Iúçufe ibne Taxufine, o conde Raimundo da Galiza foi derrotado e a linha de fronteira recuou do Tejo para o Mondego, tendo Sacavém retornado às mãos muçulmanas.
Enfim, o domínio dos rigoristas almorávidas, embora forte nos primeiros anos, estava já em profunda decadência pouco tempo antes da conquista definitiva de Lisboa em Outubro de 1147 por D. Afonso Henriques; a partir de 1144, todo o Garbe, liderado por ibne Cassi, entra em revolta contra o domínio almorávida, tendo início o chamado período das segundas taifas. O vale do Tejo tornava-se independente para constituir a taifa de Santarém – efémera, posto que o seu fim chegou três anos mais tarde, com a Reconquista cristã das duas principais povoações da linha do Tejo pelos Portugueses.

### Al-Šaqabāni, ouo Sacavenense
De acordo com o já citado Iacute de Hama, relaciona-se com Sacavém o poeta e místico Taytal ibn Ismaʿīl, chamado al-Šaqabāni (literalmente, o Sacavenense), que viveu no século XI e do qual se conhecem alguns trechos de poesia; para além disso, é citado também por saber de cor poemas de várias poetisas árabes anteriores ao Islão.
Al-Šaqabāni, tendo estudado na sede do Califado Omíada, em Córdova, pouco antes da sua desagregação, e feito o haje (peregrinação a Meca) tornou-se depois um místico ligado ao sufismo (uma corrente contemplativa dentro do Islamismo e que teve grande sucesso entre alguns habitantes do Algarbe Alandalus – cite-se o exemplo de Ibne Maruane, o fortificador de Marvão), instituindo um arrábita em Šaqabān, destinado à jiade (conceito que não se relaciona apenas com a luta exterior, tendo em vista a propagação da fé islâmica, mas também e sobretudo, com a luta a nível pessoal, do próprio crente, tendo em vista o seu total auto-controle), se tendo depois recolhido a um lugar ermo nas proximidades, onde fundou uma az-zāwiya (donde o português azóia, e que está talvez na origem do topónimo da vizinha Santa Iria de Azóia, então conhecida como az-zāwiya at-Taytal, ou seja, a Azóia de Taytal), onde se entregaria à reflexão mística.

### Contribuições técnicas e toponímicas
Para além das técnicas de cultivo (como a nora) e da introdução de certas culturas agrícolas (como os citrinos) em toda a Península, o principal vestígio muçulmano está na toponímia, julgando-se que seja do árabe que o moderno topónimo Sacavém proveio (muito embora outra teoria proponha origem francesa – portanto mais tardia, eventualmente na sequência da Reconquista – para o nome da freguesia).

#### Šaqabān, Sacabis
Com efeito, durante muito tempo os filólogos julgaram que o termo derivasse do étimo árabe šaqabi (que significa «próximo» ou «vizinho» – entenda-se, da cidade de Lisboa, que já então assumia considerável importância), latinizado na terceira declinação em sacabis, -is (o que formaria no acusativo sacabem, donde o nome moderno «Sacavém»); contudo, nunca citaram qualquer fonte árabe que corroborasse tal teoria.
Mais recentemente, descobriu-se, também na obra de Iacute de Hama (o Kitāb Muʿjam al-Buldan ou Livro dos Países, c. 1228, uma descrição geográfica do mundo então conhecido), uma referência mais precisa ao termo usado pelos árabes para designar a povoação – aš-Šaqabān (em árabe, الشقبان), o qual se assemelharia muito, sem sombra de dúvida, com a pronúncia moderna.

#### A versão popular do nome
Como em muitas outras terras portuguesas, a população tratou de explicar o nome da povoação forjando uma etimologia muitas das vezes à revelia de quaisquer leis linguísticas. Assim, em Sacavém, segundo "boatos mais regionais", o nome Sacavém teria tido a sua origem noutro contexto: os trabalhadores que descarregavam a sua mercadoria nas margens do Rio Trancão, diziam entre eles durante a execução do trabalho, segundo o que é dito, «Saca» e «vem», e daí, portanto, formar-se-ia o nome Sacavém.
Contudo, a origem do nome permanece muito ambígua, e o local certamente mereceria uma mais aprofundada pesquisa e exploração, de forma a averiguar mais concretamente muitos aspectos que continuam controversos nos nossos dias, como por exemplo, a própria origem do nome.

## Reconquista

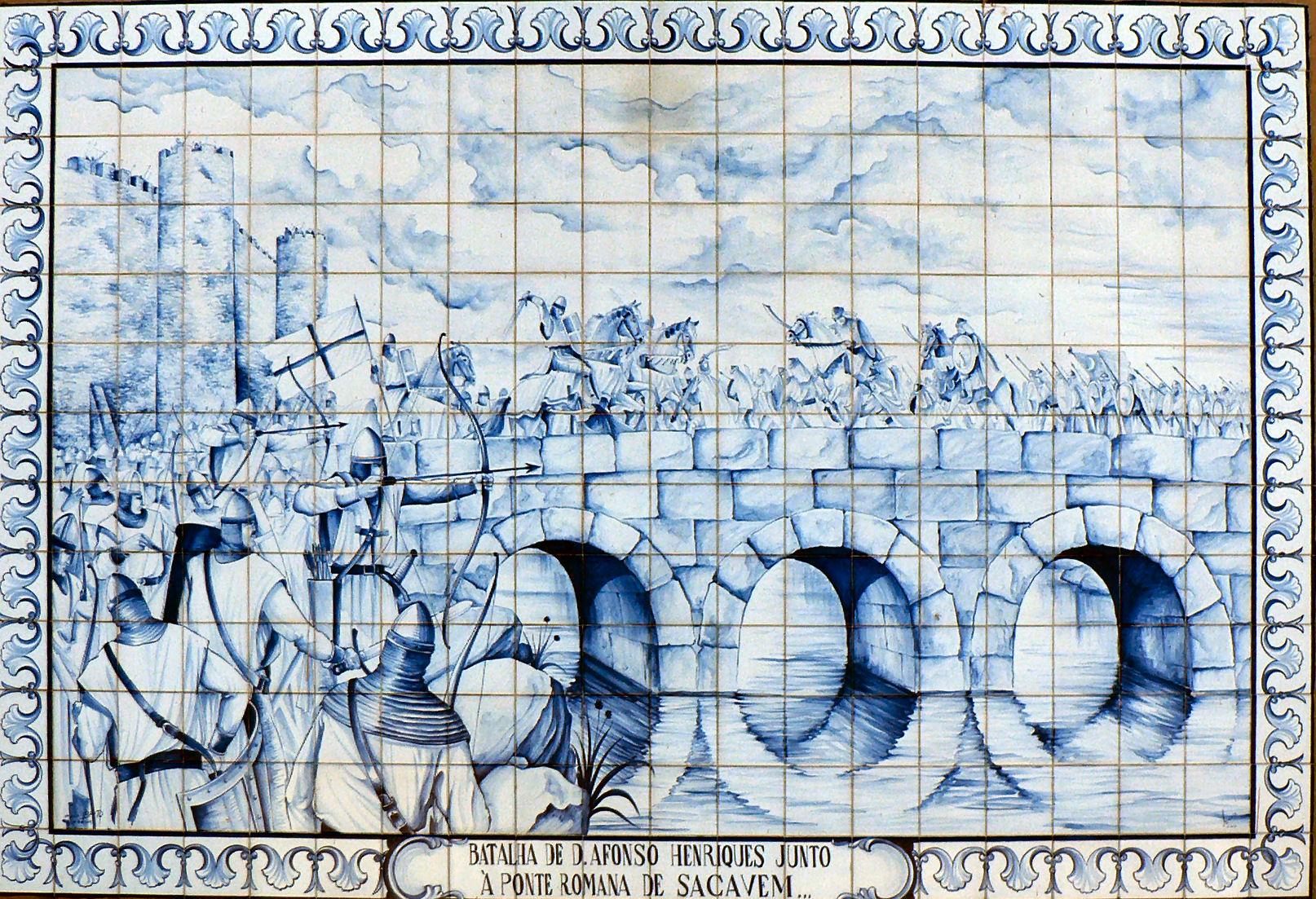
A Batalha de Sacavém, travada entre D. Afonso Henriques e os mouros.

De acordo com a tradição, Sacavém foi tomada aos mouros por D. Afonso Henriques, em 1147, na sequência da quase lendária Batalha de Sacavém (cujos primeiros relatos datam tão-só do século XVI, e que, embora coligidos no século XVII na Monarquia Lusitana, têm sido considerados como um mito desde Herculano).

## Idade Média

### Século XII
Pela fertilidade das suas terras, Sacavém tornou-se, pouco depois da reconquista cristã, sede de um reguengo da Coroa portuguesa, conhecendo importante incremento agrícola; as principais culturas da povoação, tal como no resto da Estremadura, seriam aquelas tipicamente mediterrâneas: a vinha e a oliveira, a par do trigo, o principal cereal. De destacar também a exploração das salinas, abundantes no seu território até ao século XVIII, bem como ainda o transporte fluvial de vários produtos hortícolas oriundos do interior do Termo de Lisboa para a futura capital do reino, que irão caracterizar a povoação nos séculos vindouros. Nesse contexto começará a ganhar forma um porto fluvial na confluência do Tejo com o Trancão, e que teve relativa importância até ao século XVIII como porto interior. De resto, é em torno do seu rio, da sua ponte e do seu porto que a história de Sacavém ao longo desses séculos se escreverá.

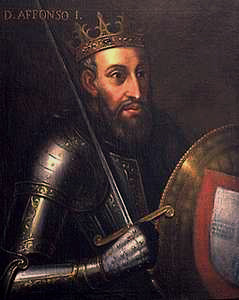
D. Afonso Henriques, mítico conquistador de Sacavém.

A primeira referência histórica escrita que conhecemos relativa a Sacavém data apenas de um documento eclesiástico de 1 de Maio de 1191 (isto é, quarenta e quatro anos depois da conquista de Lisboa); aí se alude à divisão dos bens feita pelo rei D. Sancho I para resolver as frequentes contendas entre o bispo de Lisboa, D. Soeiro Anes, e o seu cabido. Por este documento, o bispo cedia as prebendas da igreja de São Pedro de Alfama ao cabido, e reservava para si as das igrejas de Sacavém, Frielas, Unhos e Vila Verde dos Francos, as quais até então pertenciam à fábrica do cabido.
Sabe-se que a Igreja Matriz de Santa Maria de Sacavém era uma das igrejas colegiadas do Termo de Lisboa (a par das de Nossa Senhora do Carvalho de Bucelas, São Julião de Frielas, São João Baptista do Lumiar e São Silvestre de Unhos), o que significa que a igreja sacavenense era provida de dignidades em tudo semelhantes às do cabido da Sé de Lisboa, sendo regida por um prior, ao invés de um mero presbítero (vulgo padre); por esse mesmo motivo, até hoje a intitulação oficial do pároco de Sacavém continua a ser a de prior.

### Século XIII
Do século XIII existem referências à existência de uma gafaria dedicada a Santo André, associada a uma capela com o mesmo orago, e ainda um hospital/albergaria, dito de Gonçalo Vaz, para os pobres (na época, as várias funções assistenciais eram exercidas pelas mesmas instituições – essencialmente corporações religiosas que se uniam debaixo de uma mesma devoção – e assim tratava-se não apenas dos peregrinos, como também dos pobres e dos leprosos). O abastecimento de água potável era feito, quer através do Trancão, quer através de um poço – o Poço dos Trapos.
Sacavém surge referenciada nas inquirições realizadas por D. Afonso II, em 1220, como terra onde exercia a sua autoridade o almoxarife de Lisboa; as inquirições levadas a cabo por D. Afonso III em 1258 dão conta de que as salinas existentes na povoação eram pertença da Ordem de Santiago.
Segundo Pinho Leal, por esta época contaria a freguesia com 900 fogos, número que parece claramente exagerado para uma pequena povoação como Sacavém na Idade Média.
Ainda assim, a povoação devia ser já um centro urbano de alguma importância no quadro do Termo de Lisboa. Uma lei de D. Dinis, datada de 1287, dá conta de um imposto geral aplicado aos tabeliães de uma parte significativa do Reino de Portugal (com exclusão dos da comarca de Antre Tejo e Odiana e Além-d’Odiana – regulamentada por lei posterior –, do Reino do Algarve, bem como ainda de certas terras coutadas – Braga, Porto ou Alcobaça). Aparece aí arrolada, entre várias outras povoações da diocese de Lisboa (Lisboa, Alenquer, Arruda dos Vinhos, Óbidos, Porto de Mós, Povos, Santarém, Sintra, Torres Novas, Torres Vedras e Vila Nova de Ourém), a paróquia de Sacavém, contando esta com 1 tabelião, mas desconhecendo-se o valor do respectivo imposto (situação, de resto, também verificada nos casos de Alenquer, Arruda, Sintra e Torres Vedras). Como em Porto de Mós e Vila Nova de Ourém, existindo dois tabeliães, estes pagavam 45 libras anuais à Coroa, é de supor que talvez a contribuição pecuniária do tabelião de Sacavém fosse inferior a estas – embora, por exemplo, o concelho de Povos, ao Norte de Vila Franca de Xira, com apenas também um tabelião, pagasse um valor superior (60 libras); esse número, contudo, foi mais tarde reduzido a apenas 24 libras anuais.
Entretanto, dois anos antes, em 1285, a autonomia do reguengo de Sacavém-Frielas havia saído reforçada quando D. Dinis celebrou uma Concórdia com a Câmara Municipal de Lisboa, relativamente a vários agravos que opunham o monarca à edilidade lisboeta. Um desses agravos prendia-se com o facto de os alvazis dos reguengos de Sacavém e Frielas terem ganho, em data um pouco anterior à da Concórdia, autonomia face ao município de Lisboa, podendo julgar os vizinhos de Lisboa que aparecessem no território reguengueiro, não tendo os alvazis que dar justificação ao concelho; a Câmara queixou-se então ao rei, pedindo para que se voltasse à fórmula antiga, que exigia que os alvazis do reguengo se tornassem de novo subalternos, prestando preito e menagem à Câmara de Lisboa, por forma a que os cidadãos de Lisboa não pudessem fugir às justiças municipais. A Câmara, porém, acabou por desistir das suas intenções, de tal forma que, segundo Marcello Caetano, no seu estudo consagrado à administração municipal de Lisboa, em 1319, Sacavém e Frielas possuíam já uma organização que lhes permitia ser chamados de concelhos; de resto, quatro anos antes, em 1314, o mesmo rei havia também concedido autonomia aos reguengos de Ribamar, Oeiras e Algés, na metade ocidental de Lisboa.
No final deste século (1288), o prior da paróquia sacavenense surge entre os nomes dos vários religiosos que pedem ao Papa Nicolau IV a instituição de um studium generale na cidade de Lisboa: nela figuram também como confirmantes os nomes do Dom Abade do Mosteiro de Alcobaça, os Priores de Santa Cruz de Coimbra, de São Vicente de Lisboa, de Santa Maria de Guimarães e de Santa Maria da Alcáçova de Santarém, assim como os reitores das Igrejas de São Leonardo de Atouguia (da Baleia), São Julião de Santarém, São Nicolau de Santarém, Santa Iria de Santarém, Santo Estêvão de Santarém, São Clemente de Loulé, Santa Maria de Faro, Santa Maria e São Miguel de Sintra, Santo Estêvão de Alenquer, Santa Maria e São Miguel de Torres Vedras, São Pedro de Torres Vedras, Santa Marinha de Gaia, Santa Maria da Lourinhã, Santa Maria de Vila Viçosa, Santa Maria da Azambuja, Santa Maria de Sacavém, Santa Maria de Estremoz, Santa Maria de Beja, Santa Maria de Mafra e Santa Maria de Mogadouro.
Em 13 de Maio de 1290, D. Dinis concede a um tal Pedro Martins da Romeira a exploração vitalícia (posto que já lhe fora aforada antes dessa data) da barca do reguengo de Sacavém, «pro multo servicio que fez» a el-rei.
Ainda do final do século (20 de Fevereiro de 1295) é o documento de doação dos reguengos de Sacavém, Unhos, Frielas e Camarate, por D. Dinis, a sua filha D. Constança (futura rainha de Castela pelo seu casamento com Fernando IV), incluindo todos os direitos, padroados de Igrejas, etc. A doação foi feita em sua vida, pelo que com a morte da infanta, em 1313, os reguengos retornaram à posse da Coroa..

### Século XIV

#### Sacavém no património do almirantado…
Tendo os reguengos de Sacavém, Unhos, Camarate e Frielas regressado à posse da Coroa, em 1313, por morte da infanta D. Constança, pôde D. Dinis servir-se dos seus rendimentos para com eles instituir os bens do Almirantado de Portugal.
Assim, por contrato celebrado em 1 de Fevereiro de 1317, D. Dinis encarrega o genovês Manuel Pessanha de reorganizar a armada portuguesa, atribuindo-lhe em recompensa o título de Almirante de Portugal, assim como uma tença anual no valor de 3000 libras «em dinheiros da moeda de Portugal», repartidas por três prestações de igual valor a vencerem nos meses de Janeiro, Maio e Setembro, e oriundas das rendas do reguengo de Sacavém (a par dos de Unhos, Frielas, Camarate e, mais tarde, a partir de 24 de Setembro de 1319, do de Algés e ainda da vila de Odemira). Este contrato viria a ser sucessivamente confirmado na pessoa de Manuel Pessanha por cartas de mercê de 10 e 23 de Fevereiro de 1317, 14 de Abril de 1321, 21 de Abril de 1327, e na de seu filho e herdeiro à frente do almirantado, Lançarote Pessanha, em 20 de Setembro de 1356, e de novo em 1368, 1370, 1371 e 1372.
É compreensível que Sacavém fosse uma das terras doadas ao almirante Pessanha, já que, a nível eclesiástico, tinha das maiores prebendas do concelho e termo de Lisboa; com efeito, segundo um documento de 25 de Março de 1325 – do qual se conhece o traslado efectuado em 1747 pelo engenheiro-mor do Reino e guarda-mor da Torre do Tombo, Manuel da Maia (o reconstrutor da Baixa Pombalina), e depois transcrito por Fortunato de Almeida na sua monumental História da Igreja em Portugal –, os juízes executores da cidade e concelho de Lisboa taxaram a Igreja de Santa Maria de Sacavém no valor de 650 libras, e «o comum dos raçoeiros dela, com respectivos apréstimos», em 180 libras, sendo que apenas eram taxadas em valor superior a mesa episcopal (18 000 libras) e a mesa capitular (12 742 libras) do bispado, assim como o Mosteiro de São Vicente de Fora (1300 libras), o convento do mesmo mosteiro (1850 libras), e o Mosteiro das «Donas de Odivelas», com as igrejas anexas de São Julião de Santarém, Santo Estêvão de Alenquer e São Julião de Frielas com a respectiva vigararia (2000 libras) – o que atesta bem a riqueza da freguesia de Santa Maria de Sacavém na Idade Média; a título de exemplo, as igrejas vizinhas de São João Baptista do Lumiar pagava apenas 300 libras, e os seus raçoeiros 80; a Igreja de Santa Maria de Loures, outras 300; a de São Julião do Tojal, apenas 100; a de Santa Maria de Bucelas, 250, e a de São Silvestre de Unhos, 300, com os respectivos raçoeiros a pagarem 80 libras.

#### …e terra reguengueira
Não obstante a doação ao Almirante, o rei continuava a manter os seus privilégios em Sacavém, dado tratar-se de terra reguengueira. Em 13 de Março de 1338, num contrato de aforamento «de huũa courela de vinha na pelaçam, freguesia de freelas», alude o rei D. Afonso IV a um Gonçalo Martinz, «meu scriuam dos meus Regaengos de Sacauem e de ffreelas»; por aí se depreende que o reguengo de Sacavém e Frielas deverá ter continuado a manter sua importância relativa no quadro das freguesias do Termo de Lisboa, podendo tal depreender-se da referência a dois tabeliães, Afonso Braz (tabelião de Sacavém) e Gomes Perez (tabelião de Frielas), nesse mesmo documento. Em outros dois instrumentos de compra e venda de uma adega em Frielas por el-rei, datados de 17 de Junho e de 25 de Julho do ano seguinte, já o mesmo Gomes Peres surge referenciado como único «tabaliom de ffreelas e Sauauem [sic]».
Mais tarde, de uma carta de doação do Mosteiro de Chelas, datada de 1347, se alude de novo à figura do tabelião público («Gomez Perez Tabellíom de Sacauẽ», provavelmente o tabelião anteriormente citado como estando em Frielas), figurando este entre as testemunhas da dita doação. Por esta época, aliás, as monjas crúzias do Mosteiro de Chelas deveriam deter em Sacavém vários prédios urbanos e rurais; nestes últimos cultivava-se predominantemente a vinha e a oliveira.
Para além de tabelião régio, o reguengo de Frielas-Sacavém dispunha também de um almoxarife próprio (oficial régio responsável pela arrecadação dos tributos), o que vem mais uma vez denotar a importância desta riquíssima terra regalenga: de um documento de 15 de Agosto de 1312, D. Dinis, desejando fazer graça e mercê ao Real Mosteiro de Odivelas, de sua fundação, concede-lhe a posse de uma salina que pertencera a um oficial das justiças de seu pai (Vicente Pássaro), nomeando para tal Silvestre Garcia, seu almoxarife em Frielas-Sacavém, e Estêvão Vicente, seu escrivão no mesmo reguengo, para que logo procedessem à transferência da propriedade para o seu novo donatário.
Deste período conhece-se também o nome do Prior da Igreja Sacavenense, um tal Petrus Iohannis (em vulgar, talvez Pedro Joanes ou Pedro Eanes ou mais provavelmente ainda Pêro Anes), que cumulava o cargo com as funções de cónego das Sés de Braga e Coimbra, figurando o seu nome na descrição de um selo pendente presente num treslado em pública-forma de uma procuração, relativa a uma questão sobre a lezíria da Atalaia, no termo de Santarém, e inclusa no Livro 5 da Chancelaria de D. Dinis (o conhecido Livro das Lezírias). Nela pode ler-se: «Sigillum Petri Iohannis Bracarensis Colimbriensis canonicj et prioris sancte Marie de Sacauen», ou seja Selo de Pedro Eanes, cónego bracarense e conimbricence e prior de Santa Maria de Sacavém.
Entretanto, em 1344, o bispo de Évora D. Afonso, constatando a vaga da paróquia de Sacavém por morte do presbítero Fernando Fernandes, pedia a anexação desta, juntamente com várias outras (Santa Maria de Azambuja, Santa Maria de Guimarães, Santa Maria de Torres Vedras, Santa Maria de Óbidos) e São Tiago de Óbidos, às paróquias de apresentação da Universidade, indicando os rendimentos da paróquia sacavenense, num total de seiscentas e cinquenta libras.
Em 19 de Setembro de 1352, o bispo de Lisboa, Teobaldo de Castillon solicitava ao Papa Clemente VI o canonicato e as prebendas da paróquia de Santa Maria de Sacavém, em favor de Gomes Vasques Moutinho, sacerdote da diocese de Lisboa. Em 30 de Setembro de 1353, era a vez do bispo de Évora, João Afonso, requerer o mesmo canonicato a favor do mesmo presbítero.
No começo do reinado de D. Pedro I (1357), o monarca procede à confirmação de vários privilégios das vilas e povoações do reino, que vinham já dos reinados anteriores, encontram-se nesse contexto duas referências distintas ao reguengo de Sacavém e Frielas na sua chancelaria. Assim, a 11 de Setembro desse ano, em carta dada em Leiria, o monarca confirma e outorga «todos seus priujlegios foros liberdades e bons costumes que sempre ouuerom, etc.» aos concelhos (isto é, à assembleia dos homens-bons das vilas ou povoações reunidas em conselho) de Besteiros, Covilhã, Guarda, Leiria, Mendiga, Monsaraz, Montalegre, Sacavém e Frielas, Santa Comba Dão, Serpa, Serro Ventoso e Soure, bem como ainda aos Mosteiros de Alcobaça e Arouca, ao Bispado do Porto, às Ordens do Hospital e Santiago, ao Estudo Geral de Coimbra e às comunas judaicas de Coimbra e Beja. Em Tentúgal, a 10 de Outubro do mesmo ano, volta a confirmar os privilégios a outras localidades, e desta vez refere-se apenas ao «concelho do reguengo de Sacauém», em conjunto com a aldeia de Cuba, termo de Beja, os concelhos de Asseiceira e Atalaia, e os moradores de Azeitão.
Mais tarde, ainda no seu reinado, em 30 de Julho de 1365, o mesmo monarca deu em tença a um Afonso Domingues os direitos de que auferia sobre as vinhas e oliveiras nos reguengos de Sacavém.

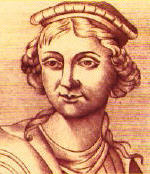
D. Leonor Teles de Menezes, senhora de Sacavém (1371–1384).

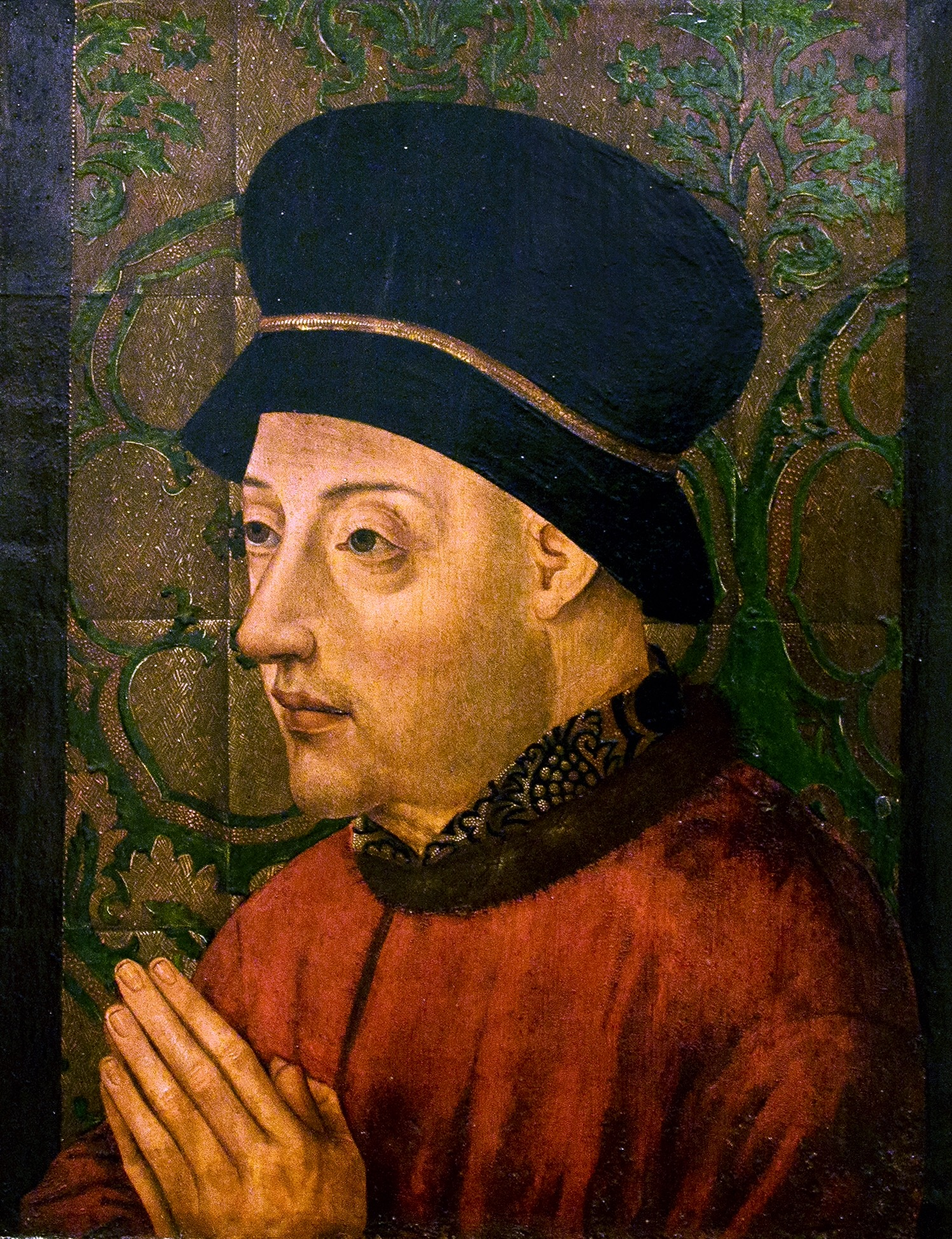
D. João, Mestre de Avis, que reintegrou Sacavém no termo de Lisboa e de seguida a doou ao Condestável Nun'Álvares.

Entretanto, em 24 de Janeiro de 1363, o cardeal-bispo de Frascati, Nicola Capocci, pedia ao Papa Urbano V a perpétua porção da paróquia de Santa Maria de Sacavém, em favor de Martinho Anes, presbítero da diocese de Évora; no ano seguinte (10 de Janeiro de 1364), era a vez de essa porção ser pedida para Martinho Rodrigues, clérigo da diocese de Burgos. Por fim, em 17 de Setembro de 1365, era a mesma prebenda requerida para Domingos Lourenço.

#### Sacavém nas crónicas deFernão Lopes

##### … na Casa das Rainhas
Ainda no final do século XIV, D. Fernando I doou solenemente, através de carta de arras, a sua esposa D. Leonor Teles de Menezes, pouco após o seu casamento em Leça do Balio, os reguengos de Sacavém, Frielas e Unhos, e a terra de Melres de Riba Douro, bem como ainda as vilas de Abrantes, Alenquer, Almada, Atouguia da Baleia, Aveiro, Óbidos, Sintra, Torres Vedras e Vila Viçosa, com todos os seus termos, herdades, casais, portos, pescarias, direitos reais, dízimas, rendas, tributos, padroados e jurisdições, passando todas estas terras a integrar o património da Casa das Rainhas (conforme relata Fernão Lopes).

##### … nas Guerras Fernandinas
O mesmo Fernão Lopes, no prólogo à mesma crónica, alude ao rio de Sacavém, dizendo que vinham a Lisboa muitos navios de «desvairadas partes», e que «estavam à carga no rio de Sacavém e à ponta do Montijo, da parte de Ribatejo, sessenta e setenta navios em cada logar, carregando de sal e de vinhos». Tal atesta bem a importância que tinha então o porto fluvial de Sacavém.
Ainda na mesma crónica, Fernão Lopes afirma que, durante a terceira guerra fernandina (1381–1382), uma esquadra inglesa, destinada a auxiliar o rei português nas suas pretensões ao trono de Castela, fundeou no Tejo, ao largo de Lisboa; contudo, o seu comandante, o Conde de Cambridge Edmundo de Langley (futuro Duque de York, filho de Eduardo III e irmão de João de Gant, Duque de Lencastre), avisado da eminência da chegada de uma frota castelhana vinda de Sevilha, comandada pelo almirante Fernando Sánchez de Tovar, decidiu conduzir a sua armada para porto seguro, tendo D. Fernando acordado com ele «que era bem que aquela frota e outros navios que hi jaziam, que se fossem todos a Sacavem, que som duas legoas da cidade, e ali se lançassem todos por jazerem seguros». O amontado da frota anglo-lusa no estuário do Tejo, na foz do rio de Sacavém, deveria ter causado um aparatoso efeito dissuasor sobre os castelhanos, de tal forma que «quando chegaram ante a cidade, acharom o mar desembargado de navios, e souberom como todos jaziam em Sacavem; e quando allá forom e virom o rio guardado e as naos estar d'aquela guisa, tornarom-se, e nom acharom em que fazer damno segundo seu desejo, e forom-se pera Sevilha». As naus inglesas estiveram ancoradas em Sacavém desde finais de Agosto até 13 de Dezembro de 1381, data em que rumaram de novo a Inglaterra.

##### … na Crise de 1383–85
Fernão Lopes volta a citá-la na Crónica de el-rei D. João I, no contexto da crise de 1383–85 e do cerco que os Castelhanos impuseram a Lisboa em 1384:
«Uma barca em que ia Gonçalo Gonçalves Borjas, deferiu por fazer viagem pera o Restelo, e o vento contrairo a levou per força caminho de Sacavém.».

#### Doação ao Santo Condestável
Não obstante pertencer ao património de Leonor Teles, Sacavém tomou voz pelo Mestre de Avis, sendo como recompensa subtraída (a par de Unhos, Frielas e Camarate) da Casa da Rainha, e reintegrada na jurisdição cível e criminal do Termo de Lisboa, em 4 de Maio de 1384; três dias mais tarde, a 7 de Maio, D. João fez doação, enquanto fosse sua mercê, de todas as rendas e direitos que pudesse render o barco de Sacavém a Álvaro do Rego; finalmente, no dia 7 de Abril de 1385, um dia após a sua eleição como rei nas Cortes de Coimbra, D. João I entregava os reguengos de Sacavém, Camarate, Frielas e Unhos ao Condestável do Reino D. Nun’Álvares Pereira, com todos os seus termos, salinas, e demais direitos, ficando este património adstrito aos bens do Condado de Ourém, no qual Nun'Álvares fora recentemente investido pelo rei.
Entretanto, em Maio de 1393, segundo se relata na Corónica do Condestabre de Portugal, o Condestável procedeu a uma repartição de benefícios e terras pelos cavaleiros que o haviam auxiliado na guerra contra Castela e ao serviço do Mestre de Avis, cedendo para tal o seu usufruto, embora mantivesse a plena propriedade dos mesmos. O «barco de Sacavém» foi assim entregue a João Afonso de Alenquer, (descrito como «contador da sua Casa»), e que depois viria a ser Vedor da Fazenda de D. João I e um dos principais apoiantes da tomada de Ceuta, em 1415.
Por via da filha do Condestável, Beatriz Pereira de Alvim, que viria a casar com D. Afonso, Conde de Barcelos, filho legitimado do novo monarca e futuro Duque de Bragança, este património acabaria por se tornar numa honra da poderosa Casa de Bragança (a actual Quinta de São José fez inclusivamente parte do património dos Braganças no século XVII), a qual incluía ainda as freguesias da Apelação, Charneca, Camarate, São João da Talha e Unhos.

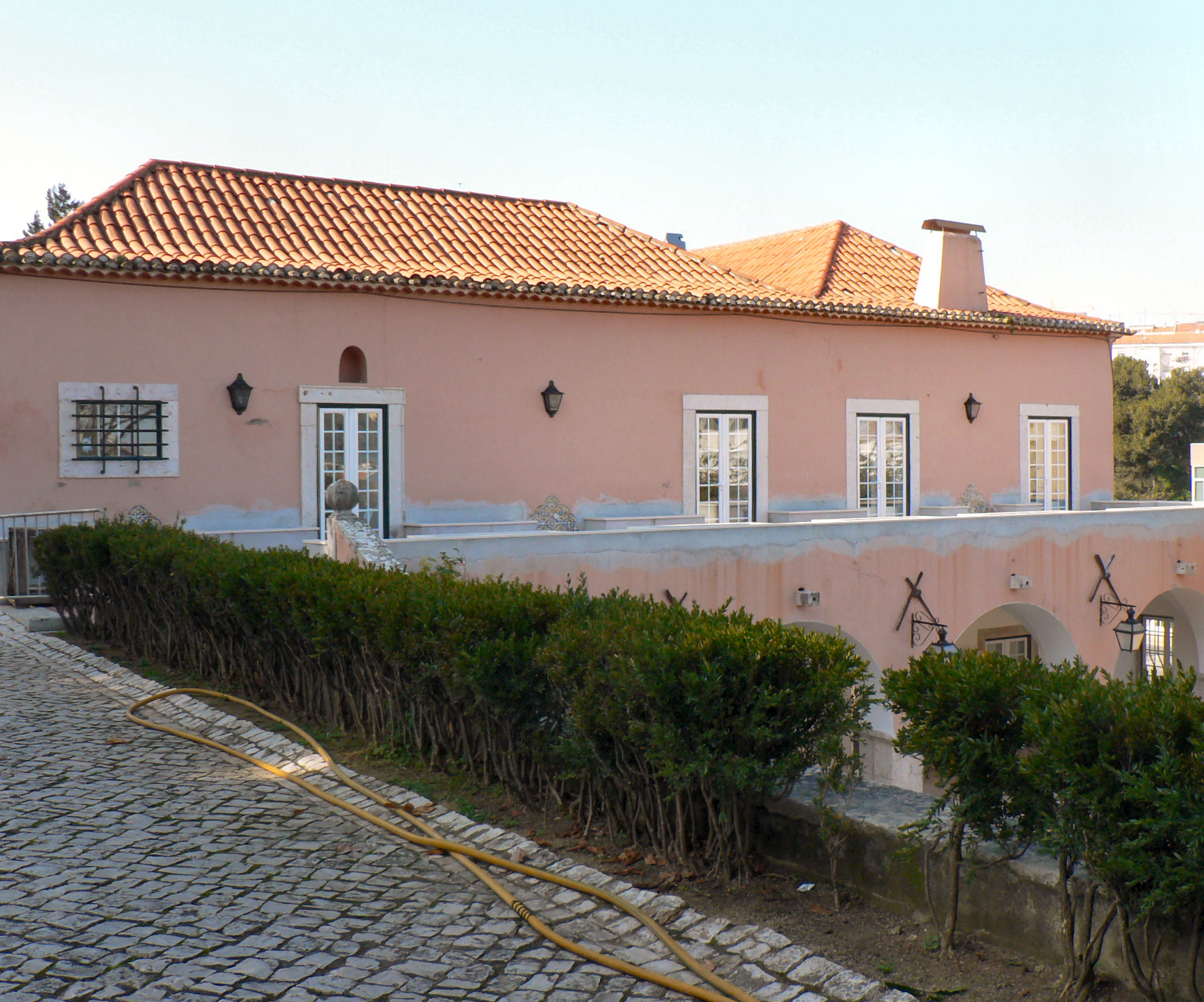
A actual Quinta de São José fez parte do vastíssimo património da Casa de Bragança em Portugal.

Em 1387, a povoação de São João da Talha (até aí chamada de Sacavém Extra-Muros) autonomizou-se face a Sacavém, ficando também integrada nesta nova honra senhorial; por fim, em 1397, separava-se de Sacavém a nova freguesia de Santa Maria dos Olivais, por acção do arcebispo de Lisboa, D. João Anes.

### Século XV
No início do século XV, com o aumento do número de judeus em Portugal, segundo os estudos levados a cabo por vários historiadores, aumentou também o número de comunas judaicas, que passaram de cerca de trinta no século XIV, para quase cento e quarenta, no século XV. Uma delas situar-se-ia em Sacavém, ficando a judiaria confinada nas imediações da povoação.

#### A morte da rainhaFilipa de Lencastre
Surgem alusões a Sacavém nas crónicas de Rui de Pina e Duarte Nunes do Leão, afirmando este último cronista que para esta povoação se retirou a família real quando se iniciou um surto de peste na capital, em 1415, nas vésperas da tomada de Ceuta. Segundo estes cronistas, foi na ermida dos Mártires de Sacavém que teria falecido, a 19 de Julho, a rainha D. Filipa de Lencastre, vitimada pela peste, mesmo antes do embarque do rei D. João I e dos seus filhos para Marrocos. No entanto, segundo Gomes Eanes de Zurara (na Crónica da Tomada de Ceuta), a família real teria procurado escapar para Odivelas, a fim de evitar a peste, advogando assim que o óbito da rainha se teria dado no mosteiro de São Dinis de Odivelas, e não em Sacavém – versão que acabou por se tornar a mais aceite.
Não deixa de ser curioso notar que é de Sacavém que é datada uma carta que Ruy Díaz de Vega (um espião ao serviço do rei de Aragão, Fernando de Antequera), redigida dez dias após a morte da rainha (29 de Julho), e dando conta do enterro da monarca e dos preparativos para a viagem que se suspeitava que iria, ou para Gibraltar, ou para Ceuta.

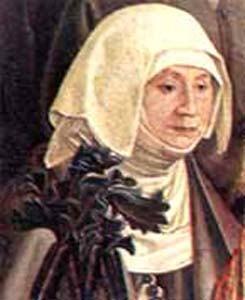
A rainha-regente D. Leonor de Aragão.

#### A regência doInfante D. Pedro
No final da década de 1430 e começos da de 1440, face às desavenças entre Leonor de Aragão, a rainha-viúva (que D. Duarte deixara encarregue da regência do reino), e o infante D. Pedro, Duque de Coimbra, seu cunhado, que alguns grupos sociais desejavam ver à frente da regência, durante a menoridade de D. Afonso V, a região de Sacavém foi palco de intensa actividade diplomática por parte dos dois co-regentes. A rainha estabeleceu-se com o Rei, o Príncipe D. Fernando e as restantes infantas na povoação, nos começos de Agosto de 1439, assinando a partir daí inúmeros documentos; D. Pedro deslocava-se entre Lisboa (onde mantinha a sua residência) e Sacavém com relativa assiduidade, a fim de os subscrever.

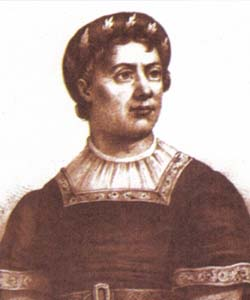
O infante-regente D. Pedro, Duque de Coimbra.

Esta situação manteve-se até começos de Setembro seguinte, sendo de 16 de Setembro a última carta assinada pelos dois (na vizinha povoação de Camarate, onde acabou por se estabelecer durante algum tempo, dada a maior proximidade com Sacavém), antes de o infante D. Pedro partir para o seu paço senhorial em Tentúgal. A rainha permaneceu em Sacavém até 25 de Setembro, data em que se mudou para Alenquer; sobre este facto escreve Rui de Pina que «a Raynha se partio com ElRey e seus filhos e sua Casa pera Alanquer, muyto revosa dos movimentos e alvoroços de Lixboa, e pouco segura em Sacavem onde estava, por ser Aldea fraca e tam perto da Cidade».
Para se resolver a questão da regência, convocam-se Cortes para Lisboa em 1439, nas quais os Três Estados decidem atribuir a regência ao infante. Nos começos de 1440, passou o Duque de Coimbra cerca de mês e meio em Sacavém (23 de Fevereiro a 6 de Abril), conforme se depreende do escatocolo (protocolo final ou encerramento) de várias cartas por si assinadas, relativas a decisões tomadas nas Cortes do ano anterior.

#### Sacavém, honra daCasa de Bragança
Em 4 de Abril de 1422, pouco antes de ingressar no Convento do Carmo (que fundara anos antes em Lisboa) como Frei Nuno de Santa Maria, O.Carm.), Nun'Álvares Pereira procedeu a uma nova repartição dos seus bens, tendo doado o Condado de Ourém ao seu neto D. Afonso; nesse mesmo documento declara-se também que o Condestável procedera à doação da «barca de Sacavém», com todas as suas rendas e direitos, a Gil Airas, seu escrivão da puridade. A execução do testamento de Nun'Álvares, que faleceu em 1431, conferindo o reguengo e o barco de Sacavém a seu neto D. Afonso, foi confirmada pelo rei D. Duarte por carta de 24 de Novembro de 1434.
Por morte do Conde D. Afonso em 1460, sem filhos lídimos, o seu património reverteu a favor de seu irmão, D. Fernando, Conde de Arraiolos e futuro Duque de Bragança, a posse deste território. O novo chefe da Casa de Bragança congregava assim, de novo, a plenitude do património adquirido por Nuno Álvares Pereira logo no começo do reinado de D. João I.
Pouco tempo volvido, o rei D. Afonso V passa uma temporada significativa em Sacavém (entre 25 de Fevereiro e 1 de Abril de 1463), período em que deu ao despacho quase noventa documentos constantes da sua chancelaria.
Em 22 de Junho de 1476, na sequência de uma longa disputa com a Universidade de Lisboa, é delimitada a paróquia da Charneca de Sacavém, desanexada da freguesia de Sacavém, mas que se mantinha no perímetro do seu reguengo .
Fazendo agora parte do património dos Braganças, Sacavém comungou dos momentos de grandeza (mas também dos de desgraça) daquela casa ducal. Assim, aquando da execução do terceiro duque, D. Fernando II, em Évora (20 de Junho de 1483), e o subsequente confisco dos bens, a honra de Sacavém retornou à Coroa, como reguengo (uma carta régia de 28 de Julho de 1483, subscrita por D. João II em Setúbal, dava a um D. João da Guerra um quarto da fruta, do dízimo e do pescado dos reguengos confiscados ao duque de Sacavém, Unhos, Camarate, Frielas e Charneca).
Em Sacavém pernoitou, a caminho do seu último encontro com o rei D. João II, Cristóvão Colombo, recém-chegado das Américas, como nos relata no seu diário:
«Viernes, 8 de marzo
[…] y así lo hizo por quitar sospecha, puesto que no quisiera ir, y fue a dormir a Sacamben. […]
Sábado, 9 de marzo
Hoy partió de Sacamben para ir adonde el Rey estaba, que era el valle del Paraíso, nueve leguas de Lisboa[…]»
Quando D. Manuel I ascendeu ao trono em 1495, restaurou a Casa de Bragança e devolveu-lhe os bens que outrora detivera, no número dos quais se incluía, naturalmente, a honra de Sacavém. Doravante, e até ao fim da monarquia em 1910, o Duque de Bragança (e, a partir de 1640, o rei de Portugal), seria o senhor de Sacavém, e nessa condição detinha vários privilégios, designadamente o de padroado, apresentando o prior da localidade (o qual recebia 240$000 de réis), e mais seis beneficiados; recebia ainda a portagem cobrada pelo atravessamento da ponte sobre o rio Trancão.
Uma outra referência indirecta à povoação acha-se num pedido dos procuradores da Câmara de Lisboa às Cortes de Leiria de 1438, conforme documento existente no famoso Livro dos Pregos, segundo o qual se pedia que os portos fluviais do Tejo (entre os quais o de Sacavém), onde há muito se verificava o transporte de mercadorias, estando a começar a assorear, devessem ser limpos por forma a evitar o assoreamento.

## Idade Moderna

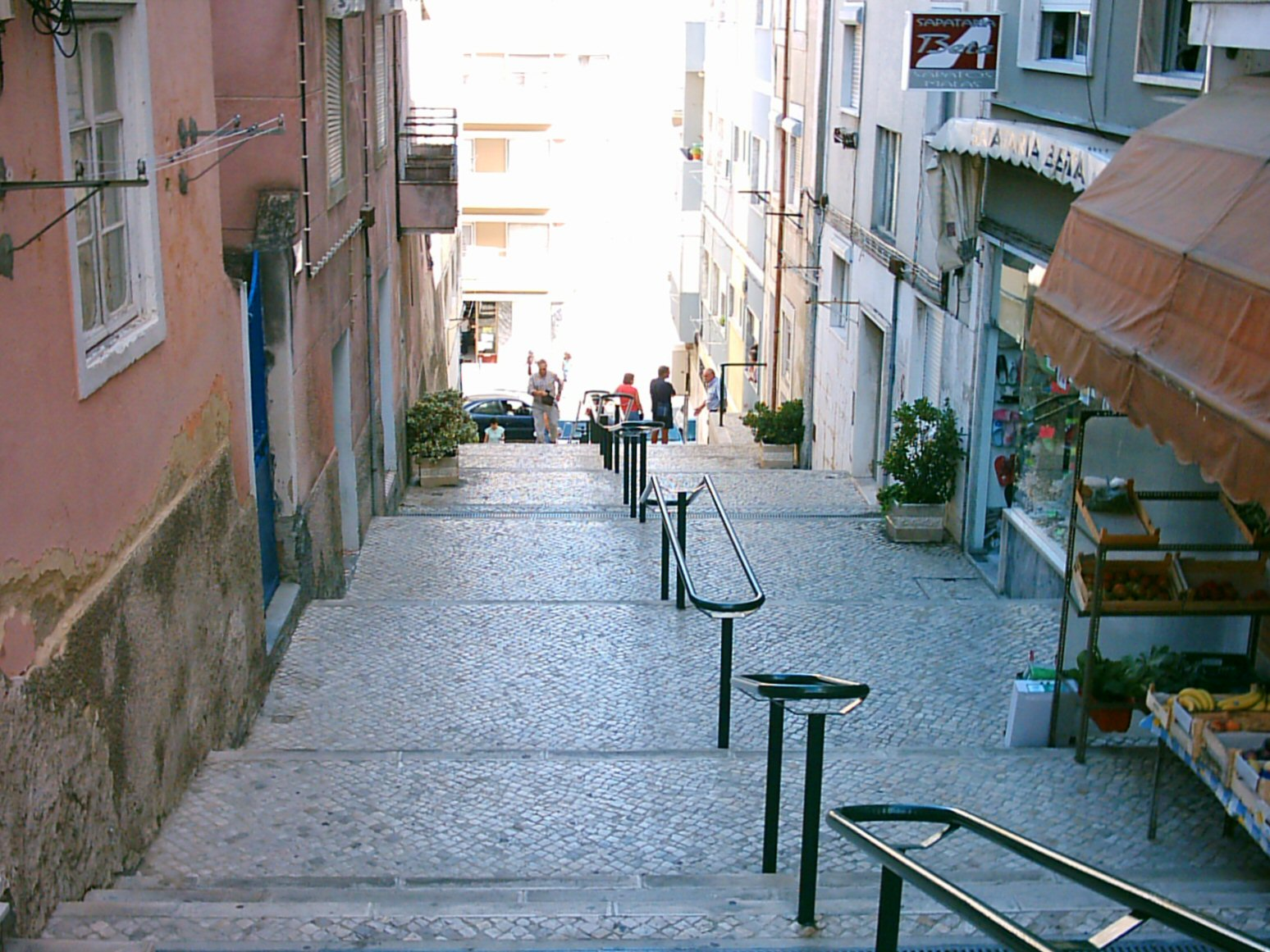
Ruas estreitas, vielas e «escadinhas» (como a da foto – a do Barão de Sacavém) ligando as duas metades de Sacavém (Sacavém de Cima e Sacavém de Baixo) são herança do urbanismo medieval na moderna Sacavém.

### Século XVI

#### Um período de desenvolvimento sem paralelo
Neste período, Sacavém cresceu urbanamente, quer em direcção aos Olivais (através da sua Rua Direita, actual Rua Almirante Reis, orientada no sentido de Lisboa), quer ainda em direcção ao Tejo e ao Trancão, pela Rua dos Mastros (actual Rua José Luís de Morais, que também efectuava a ligação entre Sacavém de Cima e de Baixo, e conduzia à ponte que a ligava à margem a Norte do Trancão). No essencial, as ligações viárias fundamentais permaneceram praticamente inalteradas até meados do século XX.
Era por aqueles dois rios citados que passava o grosso da actividade comercial de Sacavém; o Trancão era mesmo a principal via de escoamento de produtos da zona saloia do Termo de Lisboa, estando repleto de embarcações até ao terramoto de 1755. Na margem do Trancão, onde existiam já um porto fluvial com cais de atracagem, instala-se agora, com o período das descobertas martítimas dos Portugueses, um estaleiro naval (ou terecena), no qual se construíram, quilharam e/ou se calafetaram navios, não só mercantis, como também de guerra. Tanto o porto como o estaleiro estiveram activos até ao século XVIII, por altura do terramoto de 1755, tendo contribuído intensamente para a importância económica do sítio de Sacavém, paralelamente com a produção das mais variadas espécies hortícolas e frutícolas das suas quintas saloias, elogiadas em relatos coevos, e que ao longo dos séculos permitiu o abastecimento de Lisboa com produtos frescos.
De facto, muito embora Sacavém vivesse em grande parte à custa do seu rio, não menos importante era o papel que a actividade agrícola tinha na freguesia: de uma carta de quitação datada de 26 de Janeiro de 1501, sabemos que o reguengo de Sacavém produzia, em igual proporção, o trigo e a cevada.

#### Referências ao lugar de Sacavém durante o Século de Ouro

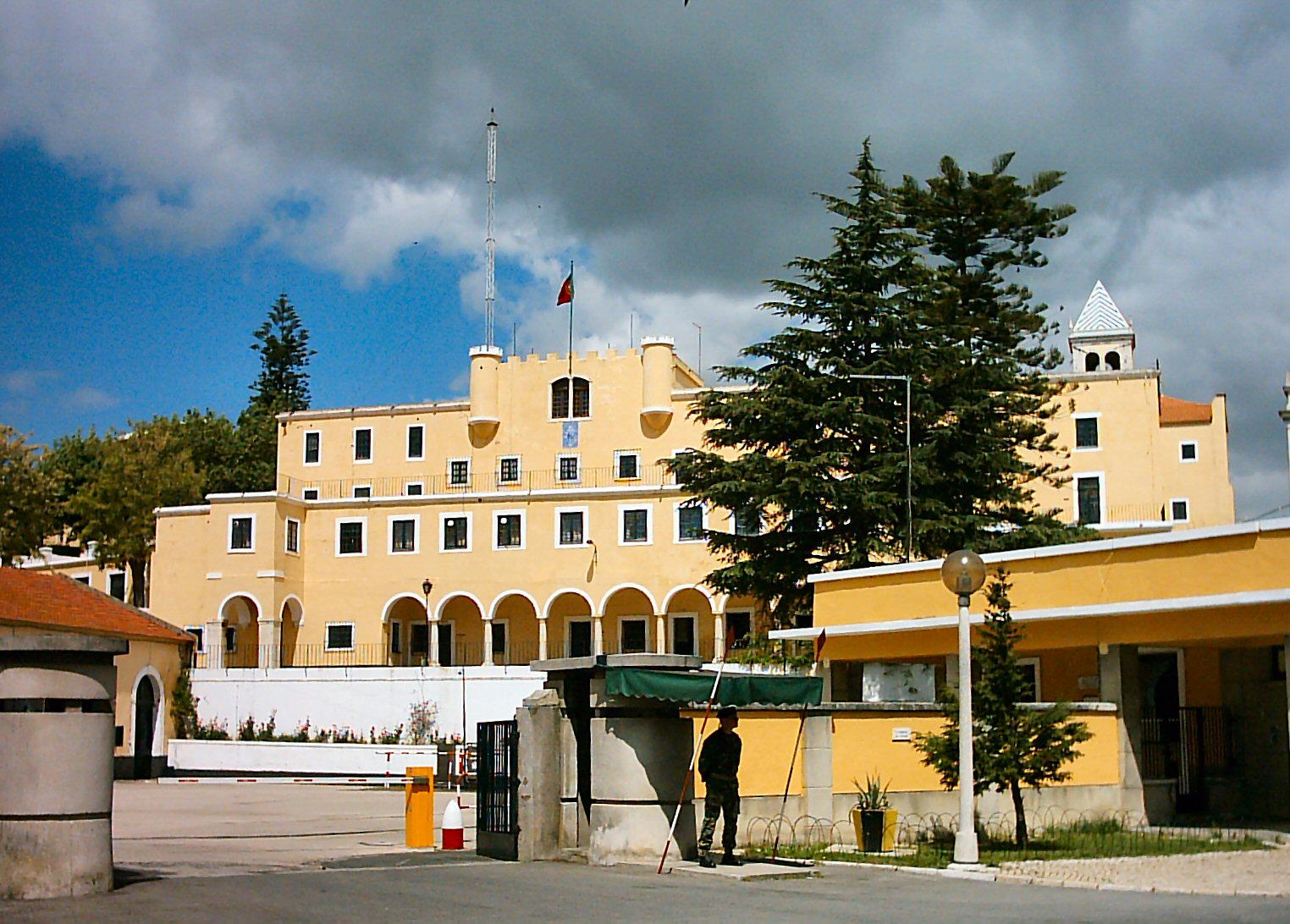
O Convento de Nossa Senhora dos Mártires e da Conceição (hoje o Batalhão de Adidos do Exército Português), mandado erguer por Miguel de Moura e sua esposa Brites da Costa em Sacavém.

#### A grande peste de 1599

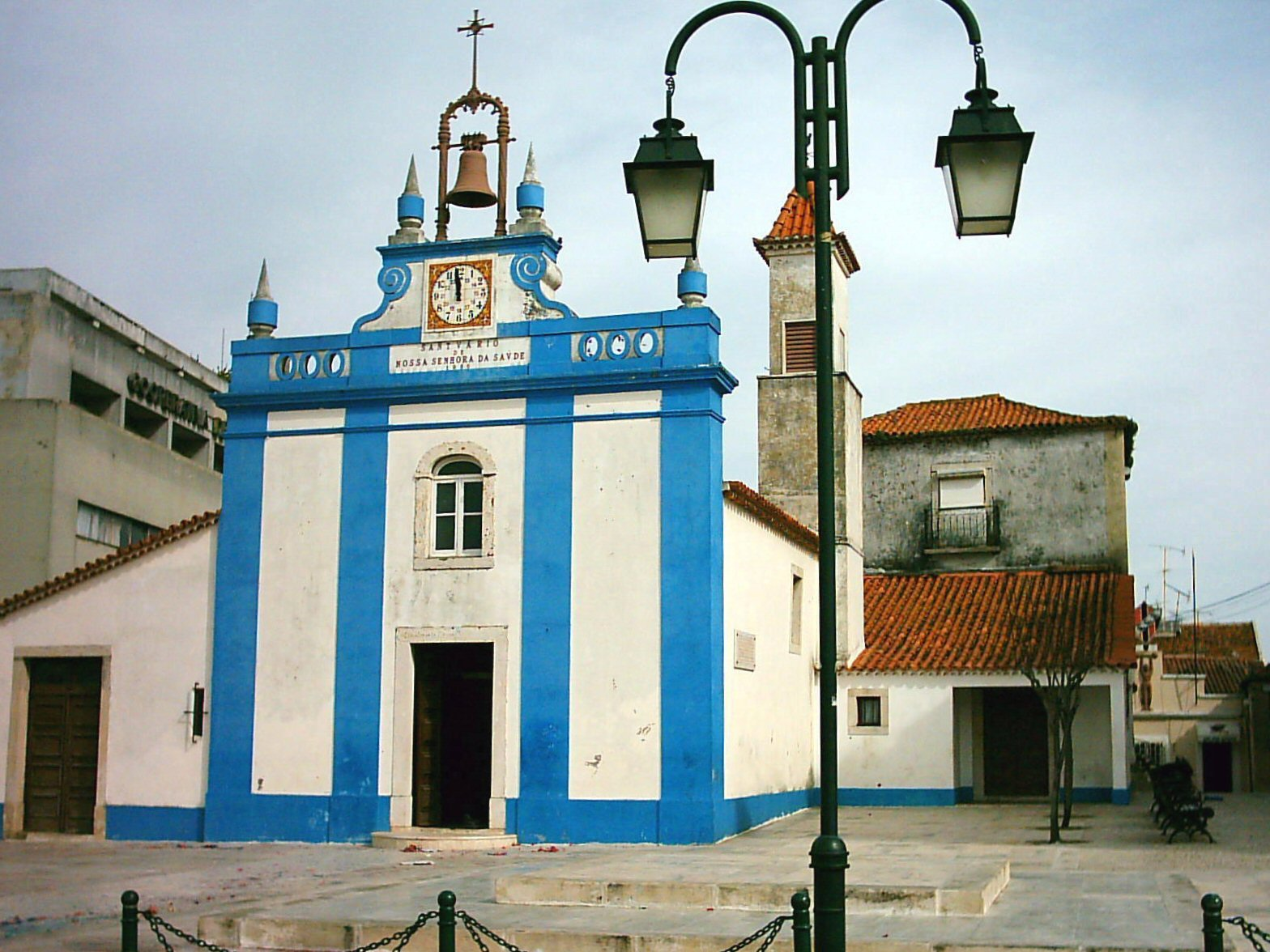
O Santuário da Senhora da Saúde alberga a imagem tardo-medieval da Senhora da Saúde desde a sua descoberta, aquando da grande peste de 1599.